# Оуэн, Лиза
Лиса Оуэн (исп. Lisa Dian Owen Wyckoff) (4 июля 1965, Мехико, Мексика) — мексиканская актриса и сценаристка.

## Биография
Родилась 4 июля 1965 года в Мехико. В мексиканском кинематографе дебютировала в 1985 году и с тех пор приняла участие в 43 работах в кино и телесериалах в качестве актрисы и сценаристки. В качестве сценаристки написала ряд сценариев для короткометражных фильмов, некоторые из которых были экранизированы. 

## Фильмография

### Избранные телесериалы
- 1998 — Три жизни Софии — Мерседес Монтемайор.

## Награды и номинации
| год  | Награды           | категория           | получатель       | исход  |
| ---- | ----------------- | ------------------- | ---------------- | ------ |
| 2015 | Your World Awards | Лучшая женская роль | Повелитель небес | Победа |